# Gustave Barratte
Jean François Gustave Barratte, né le 23 octobre 1857 à Marnoz (Jura), mort le 7 juin 1920 à Marnoz, dont il a été le maire, est un botaniste français.

## Biographie
Gustave Barratte fut attaché en 1883 à la Mission d'Exploration Scientifique de la Tunisie, où il fut le secrétaire de Cosson, puis plus tard le conservateur de son herbier. Il a été également conservateur au Muséum national d'histoire naturelle à Paris.

## Travaux scientifiques
Il est l'un des coauteurs de Floræ Libycæ Prodromus: ou catalogue raisonné des plantes de Tripolitaine.
Ensemble, avec Edmond Bonnet (1848 - 1922), il est coauteur du Catalogue raisonné des plantes vasculaires de Tunisie. Imprimerie Nationale, Paris (1896). Texte disponible en ligne sur LillOnum.
Il est l'auteur ou coauteur de 65 taxons selon l'IPNI.

## Hommage
Deux espèces lui sont dédiées :
- Echium barrattei Coincy
- Silene barrattei Murb.

## Distinction
- Officier de l'Instruction publique